# Nowa Energia
Nowa Energia – ogólnopolski dwumiesięcznik naukowo-techniczny, wydawany przez raciborskie wydawnictwo Nowa Energia. Magazyn opisuje aktualną sytuację branży energetycznej w Polsce, obejmując tematyką: nowoczesne rozwiązania techniczne, innowacje, wdrożenia, rozwiązania z zakresu ochrony środowiska, odnawialne źródła energii, automatykę, informatykę, finanse oraz efektywne wykorzystanie energii elektrycznej.